# Your Friends and Neighbors
Your Friends and Neighbors är en amerikansk dramaserie som hade premiär den 11 april 2025 på Apple TV+. Serien är skapad av Jonathan Tropper, som även med medverkat i skrivandet av seriens manus.

## Handling
Serien handlar om en fondmäklare som när han förlorat sitt jobb börjar göra inbrott hos rika grannar för att upprätthålla sin familjs livsstil. En dag tar han sig in i fel hem.

## Rollista (i urval)
- Jon Hamm – Andrew Cooper
- Olivia Munn – Samantha "Sam" Levitt
- Amanda Peet – Mel Cooper
- Mark Tallman – Nick Brandes
- Hoon Lee – Barney Choi
- Lena Hall – Allison "Ali" Cooper
- Aimee Carrero – Elena Benavides